# 元培医事科技大学
元培医事科技大学（げんばいいじかぎだいがく、元培醫事科技大學、Yuanpei University of Medical Technology）は、台湾新竹市に位置する私立大学である。

## 歴史
| 年     | 月日     | 事跡                               |
| ------ | -------- | ---------------------------------- |
| 1965年 | 10月28日 | 「元培医事技術専科学校」として開校 |
| 1999年 | 8月1日   | 「元培科学技術学院」と改称         |
| 2006年 | 8月 日   | 「元培科技大学」と改称             |
| 2014年 | 8月1日   | 「元培医事科技大学」と改称         |

## 組織
| | |
| - 医学技術学群 - 映像医学研究所 - 放射線技術学科 - 医療技術学科 - 情報工学科 - 医事工学科 - 管理学部 - 経営管理学研究所 - 企業管理学科 - レストラン管理学科 - 情報管理学科 - 財務金融学科 | - 健康科学学部 - バオイ技術研究所 - バイオ技術学科 - 医務管理学科 - 食品科学科 - 環境工学衛生学科 - 看護学科 - 教養課程センター |